# الحفيرة (بيشة)
الحفيّرة هي إحدى قُرى محافظة بيشة في الجنوب الغربي وتتبع منطقة عسير في المملكة العربية السعودية.

## الموقع
تقع قرية الحفيرة على مسافة تقدر بنحو 70 كيلو مترًا عن جنوب محافظة بيشة، وعن شمال مركز صمخ بنحو 15 كيلو مترًا، جنوب بيشة. تقع على طريق بيشة – خميس مشيط. تتبع القرية مركز صمخ.

## المرافق
يوجد في قرية الحفيرة مركز صحي حاصل على الإعتماد النهائي من المجلس السعودي لإعتماد المنشآت الصحية (سباهي)، وحديقة شرق الحفيرة، ومصلى العيدين، ومدرسة متوسطة الحفيرة - بيشة، ومدرسة ابتدائية.